# William Applegarth
William Reuben "Willie" Applegarth (11 de maig de 1890 – 5 de desembre de 1958) va ser un atleta anglès que va competir a començaments del segle xx. És conegut per haver guanyat dues medalles als Jocs Olímpics de 1912.

## Biografia
Nascut a Guisborough, actualment Redcar and Cleveland, Anglaterra, William Applegarth va ser un dels millors esprintadors durant la Primera Guerra Mundial.
El 1912 va prendre part en els Jocs Olímpics d'Estocolm, on disputà tres proves del programa d'atletisme. En els 100 metres fou eliminat en semifinals, mentre en els 200 metres guanyà la medalla de bronze. Com a membre de l'equip britànic en la prova del 4x100 metres relleus guanyà la medalla d'or.
Applegarth guanyà el campionat britànic de l'AAA de 100 iardes el 1913 i 1914 i de les 220 iardes entre 1912 i 1914. Poc després dels Jocs Olímpics Applegarth igualà el rècord del món de Donald Lippincott dels 100 metres, amb un temps de 10.6". El 1914 establí un nou rècord del món dels 200 metres amb un temps de 21.2". Aquest rècord no fou superat fins al 1928.
El novembre de 1914 passà al professionalisme i el 1922 emigrà a Amèrica, on fou entrenador d'atletisme i futbol a la Mercersburg Academy de Pennsilvània. Jugà amb el Brooklyn a l'American Soccer League I. El 1925 es retirà de la vida esportiva i començà a treballar com a soldador a la General Electric, on treballà fins al 1955. Morí el 1958, el mateix any en què el seu rècord britànic de les 100 iardes de 9.8" fou finalment superat.